# Chonerhinos
A Chonerhinos a sugarasúszójú halak (Actinopterygii) osztályába, ezen belül a gömbhalalakúak (Tetraodontiformes) rendjébe és a gömbhalfélék (Tetraodontidae) családjába tartozó nem.

## Rendszerezés
A nembe az alábbi 2 faj tartozik:
- Chonerhinos naritus
- Chonerhinos silus